# Onthophagus impar
Onthophagus impar är en skalbaggsart som beskrevs av Kabakov 2006. Onthophagus impar ingår i släktet Onthophagus och familjen bladhorningar. Inga underarter finns listade i Catalogue of Life.